# Голосуйте за Локі
«Голосу́йте за́ Ло́кі» (англ. Vote Loki) — серія коміксів з чотирьох випусків, видана компанією Marvel Comics у період із червня по серпень 2016 року як сатира на президентські вибори у США 2016 року. Автором серії виступив Крістофер Гастінґс. Сюжет зосереджений на політичній кампанії Локі за пост Президента США та спробах журналістки Ніси Контрерас викрити його нещирість.
До зібраного англомовного видання всіх чотирьох випусків також включено історії про Локі з випуску Journey into Mystery #85 (1962) та Avengers #300 (1989), які переповідають роль Локі у створенні команди Месників у коміксах.

## Сюжет
У серії Vote Loki журналістка Ніса Контрерас із Daily Bugle під час президентських дебатів викриває агентів Гідри. Локі, замаскований під репортера, зупиняє напад і оголошує про свою участь у виборах. Після появи Локі на ток-шоу Ніса публікує критичну статтю, яку Локі маніпуляціями перетворює на позитивну.
Могутня Тор дає Нісі підказку щодо «America the Faithful Fund», який фінансує Локі, і фіксує на камеру окультистів, що поклоняються йому. Локі публічно приймає їхню підтримку.
Під час міжнародної кризи в Латверії Локі виступає за дипломатію, на відміну від інших кандидатів. Ніса викриває його причетність до теракту в Латверії, однак популярність Локі лише зростає.
Напередодні виборів Локі пропонує припинити хаос, обіцяючи правду. Проте під час спілкування з виборцями його підтримка стрімко падає, і в день виборів стає очевидно, що Локі програє.

## Огляди
Vote Loki отримав позитивні відгуки від критиків. Згідно з агрегатором рецензій Comic Book Roundup, перший випуск отримав середню оцінку 6,7 з 10, а вся серія — 7,9 з 10. CriticalWrit.com назвав її «блискучою». Heroesdirect оцінив перший випуск на 7.0, назвавши його «розчаруванням», проте наступні три випуски отримали оцінки 8,0, 8,0 та 8,6 відповідно.
Перший випуск продався тиражем близько 29,500 копій.

## Поза коміксами
Vote Loki став джерелом натхнення для варіанту Локі, відомого як Президент Локі, який з’являється в «Подорож у таємницю», епізоді серіалу «Локі», у виконанні Тома Гіддлстона.
Крім того, Vote Loki надихнув на створення варіанту одягу для персонажа в грі Marvel Rivals, що стало першим використанням цього костюма.